# Mola del Esclop
La Mola del Esclop (en mallorquín Mola de s'Esclop) es una montaña de 926 m s. n. m. de altitud, situada en la zona sudoccidental de la Sierra de Tramuntana, entre los municipios españoles de Calviá, Estellenchs y Andrach, en Mallorca, comunidad autónoma de las Islas Baleares.

## Descripción
Debido a su proximidad, está considerada la montaña hermana del pico de Galazón. Existen diversas formas de acceder a Esclop, desde Capdellá pasando por Galazón y el Comellar de las Sínies o por Andrach, pasando por la Alquería y la Coma Clova. La carretera de Estellenchs enlaza diversas rutas, como por ejemplo, la que inicia en la caseta del horno del paneca.
En 1808 el astrónomo francés François Arago, que habitaba en ella, (en el 2008 todavía se encuentran restos de la casa de piedra donde vivió), gracias a hablar catalán y hacerse pasar por un payés mallorquín, consiguió librarse de un linchamiento al comienzo de la Guerra de la Independencia Española. Durante los trabajos de medición del arco meridiano de París, el astrónomo François Arago, que se había instalado con un equipo de científicos en la cima, construyó una barraca de piedra donde encendía fogatas que todavía se conserva.
Cuando estalló la guerra napoleónica, fue acusado de espionaje, por lo que para escapar de un grupo de ciudadanos que subían al monte para apresarle, se disfrazó de campesino y huyó hacia el Castillo de Bellver, solicitando una vez allí ser encarcelado para evitar ser linchado. Posteriormente, con ayuda de las autoridades, ya que conocían su inocencia, logró escapar hacia Argel, donde escribió un libro narrando sus proezas titulado Historia de mi juventud.